# Galindo
Pour les articles homonymes, voir Galindo (homonymie).
Le Galindo (Gariondo en euskera) est une rivière qui parcourt la frontière entre les territoires municipaux de Barakaldo et de Sestao, en Biscaye, (Pays basque, Espagne). Il est composé de deux bras : rivière Castaños (provenant du mont Eretza dans le massif de Sasiburu) et le ruisseau Ballonti (provenant du mont Serantes), aboutissant finalement à la ria du Nervion. En Comptant ces deux bras, la longueur totale serait de 15 km approximativement mais en tant que rivière Galindo est appelé seulement à partir de la réunion de toutes les deux, mesurant dans ce cas 1,5 km.

## Affluents
- Ruisseau Balonti: qui reçoit le sous-affluent :
  - Arroyo Capetillo
- Rivière Castaños: qui reçoit le sous-affluent :
  - Rivière La Cuadra (en basque Olakoaga)
  - Ruisseau Nocedal
  - Ruisseau Azordoyaga
  - Ruisseau Granada

## Ponts
De bord à bord on a construit de nombreux ponts :

### Désert-La Punta
Dans cette zone où aboutit la rivière (Desierto à Barakaldo et La Punta à Sestao). Le pont le plus remarquable, et unique dans la zone jusqu'à il y a quelques années, est celui qui pendant de nombreuses années a été l'union entre Sestao et Barakaldo appelé Puente del Carmen ou Puente de la Punta. Il convient de souligner que dans leurs piliers on peut voir les blasons des deux localités et celui de Biscaye.
De son côté on en a construit un plus moderne sans pilier. Ici passe la route connue comme Corredor du Ballonti et est connu comme Puente Manterola en honneur à l'architecte qui l'a conçu, Javier Manterola.

### Lasesarre-Simondrogas

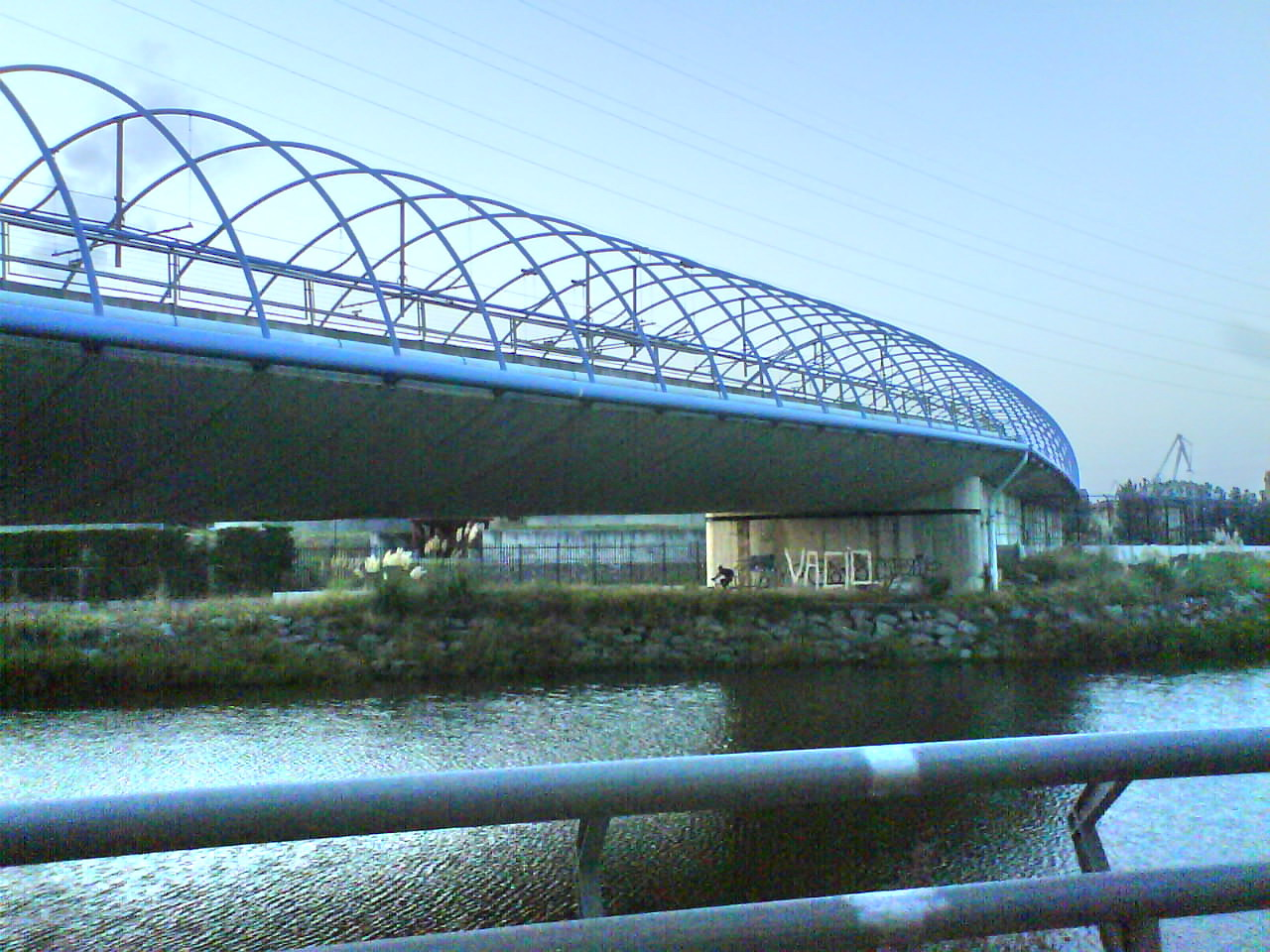
Viaduc du Métro entre les stations de Bagatza et Urbinaga

Entre les quartiers de Lasesarre (Barakaldo) et Simondrogas / Zimarrondoaga (Sestao) existent de nombreux ponts.
Le plus moderne est par lequel passe la Ligne 2 du Métro de Bilbao, en courbe et en suspens avec des caténaires particulières avec des porches bleus. C'est celui qui se situe le plus au sud.
Le plus ancien est le pont ferroviaire par où transite le réseau de la Renfe Cercanías de Bilbao avec certains trains de marchandises qui disposent de 3 voies. Au sud de celui-ci se trouve un pont piétonnier qui a remplacé un autre pont plus ancien qui se trouvait près du pont ferroviaire, tellement proche qu'il était facile de confondre les deux ponts.
Dans cette zone on a construit en 2007 un pont par où passait anciennement une voie de chemin de fer il y avait l'usine AHV de Sestao. Refait à côté de cet ancien pont, un pont piétonnier asphalté, piétonnier, celui-ci est situé le plus au nord de tous.

### San Vicente
Quelques documents considèrent aussi que ce pont sur la rivière Galindo (Gariondo) dit que c'est celui qui marque la frontière artificielle avec la rivière Castaños. Il est celui qui relie le quartier barakaldais de San Vicente et la rotonda (rond-poind) de Sestao qui sert de croisement des routes  BI-3744  Barakaldo-Sestao (route Kareaga à Sestao par "Vallée Vieja") et BI-745 Barakaldo-Trapagaran (route à San Vicente), étant la plus utilisée en raison de tout le trafic qu'elle supporte quotidiennement.
Dans le cas de prendre en compte ce pont comme le début de la rivière Galindo, sa longueur augmenterait de 550 mètres, puisqu'elle commencerait avant de recevoir le ruisseau Ballonti.